# Vancomicina
A Vancomicina é um antibiótico glicopéptidico usado no tratamento das infecções bacterianas.  É um péptido tricíclico glicosilado não produzido em ribossoma, mas sim por enzimas específicas. Não é absorvida no intestino e é administrada via intravenosa, exceto no tratamento de infecções do próprio intestino.

## Indicações
Não apresenta atuação sobre bactérias Gram-negativas, micobactérias e fungos.
Ativo sobre Gram-positivos. Porém algumas cepas de Staphylococcus epidermidis, Staphylococcus haemolyticus e Staphylococcus aureus sejam resistente a teicoplanina, entretanto sensíveis a vancomicina.
Microrganismos sensíveis: CIM < 4 mg/l. Resistência: CIM > 32 mg/l Infecção anal e vaginal.

## Mecanismo de acção
Inibe a síntese da parede celular da bactéria. Ela bloqueia a incorporação no peptidoglicano das subunidades N-ácido acetilmuramico e  N-acetilglucosamina, ao se ligar reversivelmente a estas moléculas. Com parede celular deficiente as bactérias não resistem às pressões osmóticas e morrem.
Até recentemente, a vancomicina era dos poucos antibióticos sem casos descritos de resistência. No entanto, em 2002 uma mulher foi internada em Detroit com infecção por Staphylococcus resistente à vancomicina.

## Resistência antibiótica
O surgimento de resistência à vancomicina, um dos últimos recursos para tratar Staphylococcus multi-resistentes, redundou em cepas de Staphyloccocus que são resistentes a todos antibióticos em uso actualmente. Hoje, para  a Vancomicina surtir efeito, ela deve apresentar MIC < 1,0 e a dose ainda deve ser maior do que a prescrita normalmente.
A resistência à vancomicina é um problema crescente, particularmente em locais como hospitais. Sendo a vancomicina um antibiótico de última geração para várias infecções por bactérias gram-positivas, a crescente resistência pode levar ao indesejado cenário de outrora, quando infecções bacterianas eram em sua maioria, fatais. O primeiro relato de Enterococcus resistentes à vancomicina remonta a 1987. Outros microorganismos patogênicos também desenvolveram resistência na década de 90 e começo do século XXI, inclusive Staphylococcus aureus e Clostridium difficile.  Ainda há a suspeita que o uso em granjas do antibiótico veterinário Avoparcin, um peptidoglicano similar, tenha contribuído para a emergência de cepas resistentes à vancomicina.
A resistência é devida à alterações da estrutura do N-ácido acetilmuramico e  N-acetilglucosamina, que nessa forma têm afinidade 1000 vezes menor para se ligar com a molécula do antibiótico. Em Enterococcus também resistentes, aparentemente há uma enzima que modifica as estruturas desses péptidos.

## Efeitos adversos
- Febre;
- Ototoxicidade e Nefrotoxicidade: tóxicidade para o ouvido e rim (rara);
- Hemorragias.[5][6]

A infusão rápida ou prolongada de vancomicina pode levar ao desenvolvimento da "Síndrome do Homem Vermelho", formalmente conhecida como reação de infusão à vancomicina, é  causada pela ativação direta de mastócitos pelo antibiótico que leva a liberação massiva de histamina, com consequente desenvolvimento de uma reação de hipersensibilidade; as manifestações clínicas são resultado da presença de vasodilatação  difusa, levando a aparência característica da síndrome, dores musculares e hipotensão. O tratamento é realizado pela administração de agentes anti-histamínicos em pacientes suscetíveis e o prolongamento ou parada da infusão. A ocorrência da Síndrome do Homem Vermelho não é contraindicação ao uso da vancomicina, ao contrária da presença de alergia verdadeira a essa substância.

## História
Foi isolada da fermentação por bactérias de um membro da familia dos Actinomicetes, ou bactérias semelhantes a fungos, Amycolatopsis orientalis (relacionado às Nocardia), pela farmacêutica Eli lilly and company. A patente expirou em 1980.